# Leo Wright
Leo Wright (Wichita Falls, Texas, USA, 14 de desembre de 1933 - Viena, Àustria, 14 de desembre de 1933) fou un músic de jazz estatunidenc intèrpret de saxofon alt, flauta i clarinet.
Va aprendre a tocar al saxo alt amb el seu pare i posteriorment completà la seva formació musical estudiant el saxofon (tenor) John Hardee, a Dallas, Texas. Professionalment debutà amb Saunder King i més tard s'instal·là a Nova York. Després d'actuar en l'orquestra de Charles Mingus entrà a formar part de la d'en Dizzy Gillespie (el 1959). Amb questa orquestra el 1963 va fer una gira per Europa, on posteriorment decidí instal·lar-s'hi. A partir de llavors continuà la seva carrera entre Escandinàvia, Berlín, Viena i puntualment a Califòrnia, on el 1978 tocà com a músic invitat amb el trio de Red Garland, Keyston Korner de San Francisco.
Al llarg de la seva trajectòria professional realitz`nombroses gravacions amb músics diferents, entre els que cal mencionar a Oliver Nelson, Dave Pike, Carmell Jones, Herbie Mann, Richard Williams, Kenny Burrell i Dizzy Gillespie, i de les que destaca: Night in Tunisia (1960), Kush (amb Gillespie, 1961) i I Remember Clifford (amb R. Williams, 1960).